# Eohyllisia allardi
Eohyllisia allardi är en skalbaggsart som beskrevs av Stefan von Breuning 1958. Eohyllisia allardi ingår i släktet Eohyllisia och familjen långhorningar. Inga underarter finns listade i Catalogue of Life.